# Grewia picta
Grewia picta är en malvaväxtart som beskrevs av Henri Ernest Baillon. Grewia picta ingår i släktet Grewia och familjen malvaväxter. Inga underarter finns listade i Catalogue of Life.